# アゾール
アゾール（azole）とは、窒素を1つ以上含む複素5員環化合物の総称である。IUPAC命名法の基準となる拡張ハンチュ-ウィドマン命名法で窒素を含む複素5員環化合物の語幹が "-azole" となることに由来する。本来ピロールは許容慣用名であり、IUPAC組織名では1H-アゾールである。
アゾール類は2つの二重結合を有し、芳香族性を示す。

## 命名法
アゾール類は次に示す許容慣用名以外は拡張ハンチュ-ウィドマン命名法に従って命名される。
- ピロール (pyrrole) —- 1H-azole
- 2H-ピロール (2H-Pyrrole) —- 2H-azole
- イミダゾール (imidazole) —- 1,3-diazole
- ピラゾール (pyrazole) —- 1,2-diazole
- イソチアゾール (isothiazole) —- 1,2-thiazole
- オキサゾール (oxazole) —- 1,3-oxazole
- イソオキサゾール (isoxazole) —- 1,2-oxazole
- フラザン (furazan) —- 1,2,5-oxadiazole

拡張ハンチュ-ウィドマン命名法では窒素原子数に応じて含窒素複素5員環化合物は
1. アゾール (azole)
2. ジアゾール (diazole)
3. トリアゾール (triazole)
4. テトラゾール (tetrazole)

と呼ばれる。また、窒素以外の複素元素（酸素、硫黄）も置換されたアゾール類のIUPAC組織名はハンチュ-ウィドマン命名法を基に数詞と共に "Oxa"、"thia" を使った置換命名法（"a"命名法）で命名される。
例〉1,3,4-チアジアゾール (1,3,4-thiadiazole)

## 化合物
窒素原子のみ

イミダゾール
ピラゾール
1,2,3-トリアゾール
1,2,4-トリアゾール
テトラゾール
ペンタゾール

N,O化合物

オキサゾール
イソオキサゾール
1,2,3-オキサジアゾール (不安定)
オキサジアゾール (1,2,4-オキサジアゾール)
フラザン (1,2,5-オキサジアゾール)
1,3,4-オキサジアゾール

N,S化合物

チアゾール
イソチアゾール
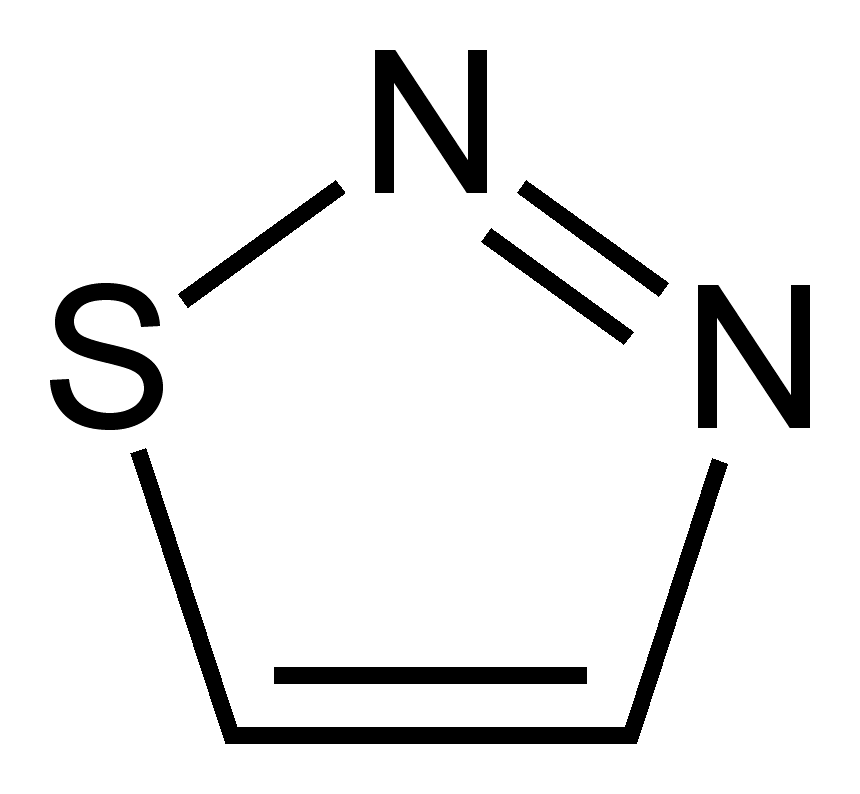
チアジアゾール (1,2,3-チアジアゾール)
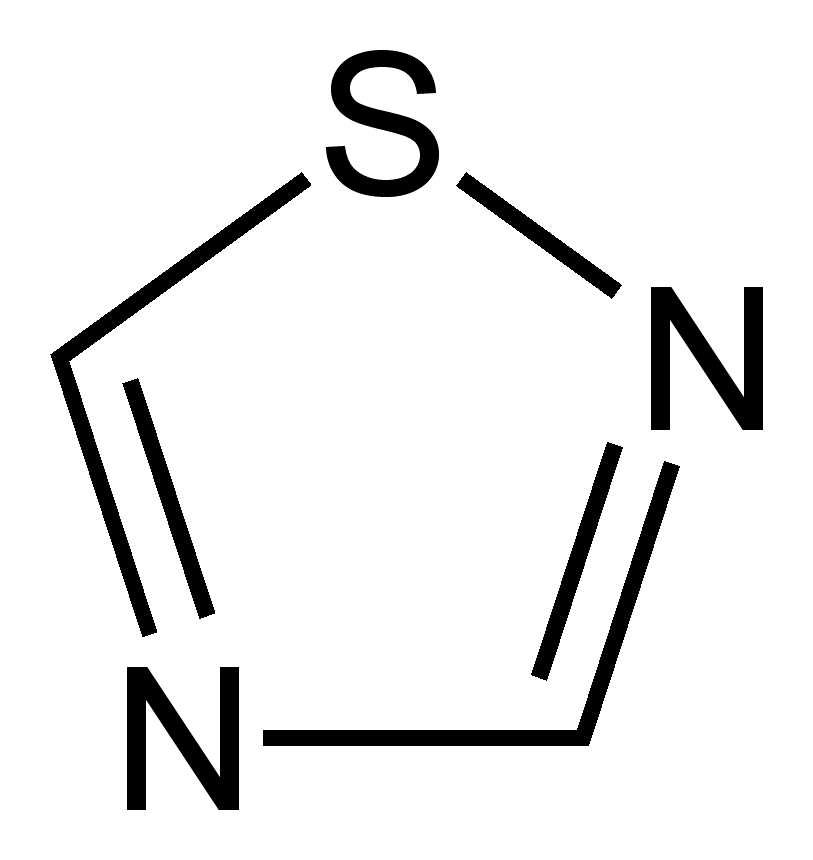
1,2,4-チアジアゾール
1,2,5-チアジアゾール
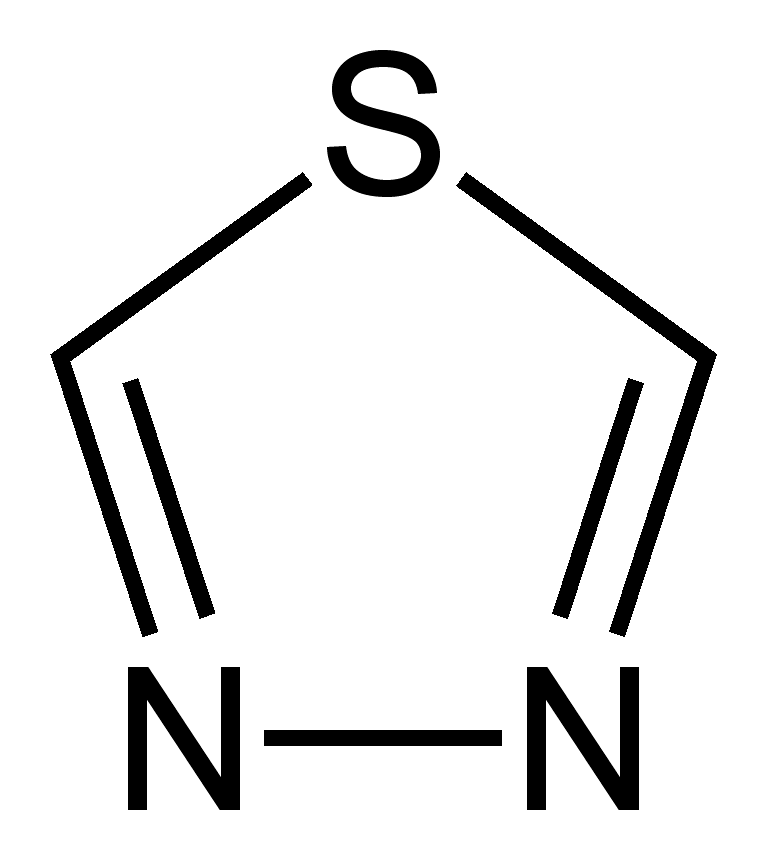
1,3,4-チアジアゾール